# Phryno katoi
Phryno katoi là một loài ruồi trong họ Tachinidae.